# Gabinet grozy
Gabinet grozy (ang. The Vault of Horror) – brytyjska antologia grozy z 1973 roku w reżyserii Roya Warda Bakera. Drugi po Opowieściach z krypty z 1972 roku film produkcji Amicus Productions oparty na opowieściach z magazynów komiksowych wydawnictwa EC Comics autorstwa Ala Feldsteina.
Mimo tytułu, żadna z historii w filmie nie pochodzi z magazynu komiksowego The Vault of Horror. Wszystkie pojawiły się w Tales from the Crypt, z wyjątkiem drugiej pierwotnie opublikowanej w magazynie komiksowym Shock SuspenStories. Film pomija postać strażnika grobowca, gospodarza The Vault of Horror.

## Fabuła

### Prolog
Pięciu nieznanych sobie mężczyzn wsiada kolejno do zjeżdżającej windy w nowoczesnym biurowcu w Londynie. Docierają do piwnicy, chociaż żaden z nich nie naciskał na to miejsce. Znajdują tam duży, bogato umeblowany pokój, który wygląda jak klub dżentelmenów. Drzwi windy zamykają się, a nie ma przycisków, aby ją przywołać, ani żadnego innego wyjścia. Zrezygnowani, siadają przy drinku i rozmawiają na temat snów, które wciąż ich nawiedzają.

### Midnight Mess!
- Na podst. komiksu pod tym samym tytułem opublikowanego w magazynie komiksowym Tales from the Crypt (vol. 1) #35 (kwiecień-maj 1953)

Harold Rodgers dowiedziawszy się od detektywa, gdzie mieszka jego siostra Donna, zabija go i kieruje się do miejsca zamieszkania Donny. Jest to małe miasteczko, gdzie mieszkańcy nakazują nieznajomemu być w środku nocą. W końcu Rodgers znajduje Donnę i ją zabija, by przejąć jej część rodzinnego spadku. Po dokonaniu zbrodni udaje się na posiłek do restauracji, której został wcześniej wyproszony, mimo że była czynna o tej porze. W przerażeniu odkrywa, że miasteczko zamieszkują wampiry. Takowym jest też Donna, a żyła szyjna Rodgersa jest wykręcana jako dozownik napoju.

### The Neat Job
- Na podst. komiksu pod tym samym tytułem opublikowanego w magazynie komiksowym Shock SuspenStories #1 (luty-marzec 1952)

Mający zaburzenia obsesyjno-kompulsyjne Arthur Critchit poślubia Eleanor, „młodą” żonę, która nie jest taką gospodynią, jaką wyobrażał. Eleanor też nie jest szczęśliwa w związku, gdyż poślubiła Arthura tylko dla pieniędzy i pod presją wykonuje porządki. Pewnego dnia Eleanor zestresowana widmem kolejnych pretensji nieumyślnie prowadzi do bałaganu, który dotyka też umiłowany uporządkowany warsztat Arthura. Po powrocie Arthur pyta się natrętnie Eleanor, czy nie może zrobić czegoś starannie. Ta nie wytrzymuje i zabija go młotkiem, po czym tnie zwłoki i wkłada wszystkie różne organy do starannie oznakowanych słoików.

### This Trick’ll Kill You!
- Na podst. komiksu pod tym samym tytułem opublikowanego w magazynie komiksowym Tales from the Crypt (vol. 1) #33 (grudzień-styczeń 1953)

Sebastian jest iluzjonistą, który na wakacjach w Indiach wraz z żoną Inez szukają inspiracji do nowych sztuczek. Nic nie robi na nim wrażenia, dopóki nie widzi dziewczyny, która fletem unosi linę z koszyka. Hinduska wyjaśnia, że to prawdziwa magia, czemu niedowierza Sebastian. Nie mogąc zrozumieć, jak działa sztuczka, przekonuje ją, aby przyszła do jego pokoju hotelowego, gdzie on i jego żona mordują ją i kradną zaczarowaną linę. Sebastian gra na flecie, a lina unosi się; zdając sobie sprawę, że odkryli dowód prawdziwej magii, para zaczyna planować wykorzystać to w swoim działaniu. Inez eksperymentuje ze wspinaniem się po linie, tylko po to, by zniknąć z krzykiem. Na suficie pojawia się złowieszcza plama krwi, a lina owija się wokół szyi Sebastiana i wiesza go. Ich ofiara pojawia się żywa na bazarze.

### Bargain in Death!
- Na podst. komiksu pod tym samym tytułem opublikowanego w magazynie komiksowym Tales from the Crypt (vol. 1) #28 (luty-marzec 1952)

Pan Maitland finguje swą śmierć i zostaje pochowany żywcem w ramach oszustwa ubezpieczeniowego wymyślonego z jego kompanem Alexem. Jednak Alex decyduje samemu zgarnąć pieniądze z ubezpieczenia i pozostawia Maitlanda, by ten się udusił. Tymczasem Tom i Jerry będący lekarzami-stażystami przekupują grabarza, aby wykopał zwłoki, by pomóc sobie w nauce. Zostaje wykopana trumna Maitlanda, który po otwarciu wyskakuje z trudem łapiąc powietrze, przerażając Toma, Jerry’ego i grabarza. Stażyści w panice wybiegają na środek drogi przed samochodem Alexa, który rozbija się o drzewo i eksploduje. Grabarz w panice zabija Maitlanda i próbując zamknąć sprzedaż zwłok, przeprasza stażystów za uszkodzenie głowy.

### Drawn and Quartered!
- Na podst. komiksu pod tym samym tytułem opublikowanego w magazynie komiksowym Tales from the Crypt (vol. 1) #26 (październik-listopad 1951)

Moore jest ubogim malarzem żyjącym na Haiti. Dowiedziawszy, że za jego plecami jego dzieła zostały sprzedane w wysokiej cenie przez nieprzychylnych mu ludzi, odwiedza kapłana voodoo. Po wizycie jego dłoń, którą maluje ma zdolność ranienia/niszczenia obiektów przez nią sportretowanych. Wraca do Londynu, gdzie portretuje właścicieli galerii sztuki Diltanta i Gaskilla oraz krytyka sztuki Breedleya, którzy go wykiwali. Dzięki mocom voodoo Breedley zostaje oślepiony, a Gaskill traci dłonie. Z Diltantem Moore chce poczekać do jutra, po czym odwiedza go w biurze. Moce voodoo zmuszają Diltanta do samobójstwa z pistoletu. Jednak Moore nie cieszy się długo swym triumfem, gdyż jego autoportret zostaje zniszczony, wobec czego on ginie pod kołami ciężarówki.

### Finał
Mężczyźni teoretyzują, że ich koszmary mogą się urzeczywistnić. W końcu winda odpowiada i otwiera się, jednak wychodzi na cmentarz. Rodgers, Critchit, Maitland i Moore wychodzą na cmentarz i po kolei znikają. Sebastian pozostaje w tyle i orientuje, że wszyscy są przeklętymi duszami zmuszonymi do opowiadania historii o swoich grzechach przez całą wieczność. Następnie wraca do pokoju, który jest teraz mauzoleum, i sam znika.

## Obsada
| Midnight Mess! - Daniel Massey jako Harold Rogers - Anna Massey jako Donna Rogers - Mike Pratt jako Clive - Erik Chitty jako stary kelner - Jerold Wells jako kelner | The Neat Job! - Terry-Thomas jako Arthur Critchit - Glynis Johns jako Eleanor Critchit - John Forbes-Robertson jako Wilson - Marianne Stone jako Jane | This Trick’ll Kill You! - Curd Jürgens jako Sebastian - Dawn Addams jako Inez - Jasmina Hilton jako Hinduska - Ishaq Bux jako fakir | Bargain in Death! - Michael Craig jako Maitland - Edward Judd jako Alex - Robin Nedwell jako Tom - Geoffrey Davies jako Jerry - Arthur Mullard jako grabarz | Drawn and Quartered! - Tom Baker jako Moore - Denholm Elliott jako Diltant - John Witty jako Arthur Gaskill - Terence Alexander jako Fenton Breedley - Maurice Kaufmann jako Bob Dickson - Tony Hazel jako szaman voodoo - Tommy Godfrey jako gospodarz - Sylvia Marriott jako żona Breedleya |